# Jaume Maristany Colomer
Jaume Maristany Colomer (el Masnou, Maresme, 4 de març de 1868 - el Masnou, Maresme, 18 d'agost de 1936) fou un comerciant i polític català, alcalde del Masnou de 1912 a 1914.
Fill de Jaume Maristany Alsina, àlies Soberano (el Masnou, 1839-1884) i de Bernardina Colomé Ferrer. El seu pare era capità de vaixell i va fundar, juntament amb els seus germans Gerard i Pere, la fàbrica tèxtil de velam Maristany Hermanos (coneguda popularment com a Cal Soberano), que fou una de les més importants del Masnou i va funcionar de 1877 a 1985.
Es presentà a les eleccions municipals de desembre de 1909 al Masnou i fou regidor de l'Ajuntament des de l'any 1910. A la constitució de l'Ajuntament de l'1 de gener de 1912 fou elegit alcalde. Fou alcalde del Masnou fins a l'any 1914. Durant el seu mandat recolzà la Llei de mancomunitats provincials que permetria la creació de la Mancomunitat de Catalunya.
També fou president del Casino del Masnou, com el seu pare, i secretari de la Casa Benèfica del Masnou des de la seva creació l'any 1898.